# Microplexia muscosa
Microplexia muscosa là một loài bướm đêm trong họ Noctuidae.